# جاستن لويس
جاستن لويس (بالإنجليزية: Justin Lewis)‏ هو رائد أعمال أمريكي، ولد في 20 مارس 1986 في دوغلاس في الولايات المتحدة.